# Glacier Alt
Pour les articles homonymes, voir Alt.
Le glacier Alt est un glacier situé en Antarctique. Il s'épanche vers l'ouest-sud-ouest sur environ 6 km, du chaînon des Explorateurs (en) dans la chaîne Bowers (71° 10′ S, 163° 15′ E) au glacier Rennick (75° 30′ S, 160° 45′ E), au nord du mont Soza (71° 10′ S, 162° 34′ E).
Il a été cartographié par l'Institut d'études géologiques des États-Unis et l'US Navy entre 1960 et 1964. Il a par la suite été nommé par le Comité de conseil américain pour les noms en Antarctique en l'honneur de Jean Alt, météorologiste français.